# Shabtai Tzvi
Shabtai Tzvi (שַׁבְּתַאי צְבִי ) (Esmirna, Imperio otomano, h. 1 de agosto de 1626-Ulcinj, Montenegro, h. 17 de septiembre de 1676) fue un rabino judío que afirmó ser el Mesías. Inspirador de uno de los movimientos mesiánicos más importantes de la historia judía, es el fundador de la secta turca de los sabateos.

## Vida
Tras haber estudiado la Cábala y el Talmud, y tras haber sido ordenado jajam (‘sabio’, un título rabínico askenazí), en 1647 aseguró ser el Mashíaj (Mesías). Expulsado de Esmirna hacia 1651, vagó durante muchos años por Grecia, Tracia, Palestina y Egipto. En 1665 acudió en busca de una cura para su alma atormentada y se presentó al carismático Nathan de Gaza que le convenció de que en realidad era el Mesías. A partir de entonces se manifestó como tal y pronto ganó un ferviente apoyo en Palestina y entre los judíos de la diáspora.
Encarcelado por las autoridades otomanas en 1666, se convirtió al islam para escapar de la ejecución y tomó el nombre de Aziz Mehmed Effendi —existe otra interpretación histórica que señala que su conversión se debió al amor de una musulmana, por quien traicionó a su grey convirtiéndose al islam—. Tras su conversión, Shabtai Tzvi dejó en un estado de pobreza y desconcierto a miles de sus seguidores, quienes creyendo en su santidad habían dejado y donado todos sus bienes materiales al suponer que el Mesías ya se había presentado en su figura y los bienes terrenales ya no tenían sentido de ser.
Algunos de sus seguidores también se convirtieron al islam, alrededor de 300 familias que fueron conocidas como los Domne (conversos en turco) o grupo de los ma'min, pero que siguieron conservando muchas ceremonias de su antigua religión.
Murió exiliado en Ulcinj (en la actualidad Montenegro). Los acontecimientos de su vida fueron interpretados según los criterios de la Cábala por Nathan y otros, y el movimiento persistió durante el siglo XIX.

## Impacto cultural
La novela contemporánea del escritor libanés Amin Maalouf El viaje de Baldassare evoca la historia de Shabtai Tzvi.
La situación de la importante colonia judía de Amsterdam en el siglo XVII y el impacto que supone sobre ella las noticias sobre Shabtai Tzvi aparece relatada en la novela policíaca "Herejes" (2013) del escritor cubano Leonardo Padura a través de los ojos de Elías, personaje descrito como un pintor judío ayudante de Rembrandt.
La historia de Shabtai Tzvi aparece constantemente rememorada en "Los libros de Jacob" (2014), la monumental novela de Olga Tokarckzuc cuyo protagonista es Jacob Frank, seguidor de Tzvi que al igual que éste se autoproclamó mesias judío.